# Geitoneura acantha
Geitoneura acantha es una especie de mariposa perteneciente a la familia Nymphalidae. Fue descubierta por Donovan en 1805.

## Subespecies
- Geitoneura acantha acantha
- Geitoneura acantha ocrea (Guest, 1882).[1]